# Gończyce

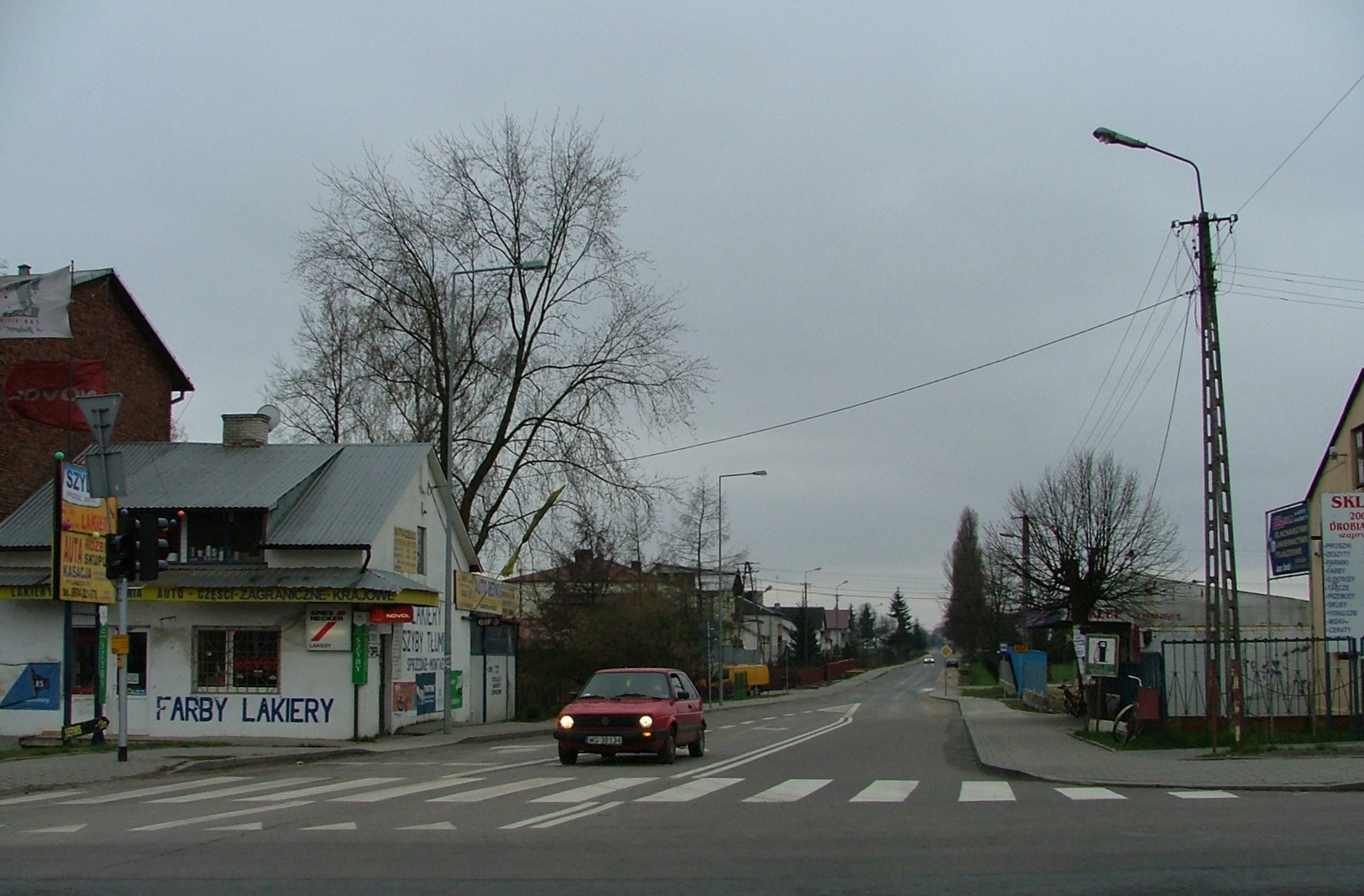
Skrzyżowanie drogi krajowej nr 17 z drogą wojewódzką nr 807

Gończyce – wieś sołecka w Polsce, położona w województwie mazowieckim, w powiecie garwolińskim, w gminie Sobolew.
| SIMC    | Nazwa   | Rodzaj    |
| ------- | ------- | --------- |
| 0688261 | Mazurki | część wsi |
| 0688278 | Zosinek | część wsi |

W latach 1954–1972 wieś należała i była siedzibą władz gromady Gończyce. W latach 1975–1998 miejscowość administracyjnie należała do województwa siedleckiego.
We wsi znajduje się skrzyżowanie drogi krajowej nr 17 (Warszawa – Lublin – Zamość – Hrebenne) z drogą wojewódzką nr 807 (Maciejowice – Żelechów – Łuków).
We wsi działa Ochotnicza Straż Pożarna, Gminna Biblioteka Publiczna, Uniwersytet Ludowy, Świetlica Gminna, Koło Gospodyń Wiejskich, szkoła podstawowa, gimnazjum oraz przedszkole. W 2016 powołano we wsi klub piłkarski KSS Promnik Gończyce, występujący w sezonie 2024/2025 w rozgrywkach A-klasy okręgu siedleckiego. Swoje mecze rozgrywa na boisku w Gończycach. Nazwa klubu pochodzi od rzeki, która przepływa przez miejscowość.
We wsi znajdują się ponadto plac zabaw oraz dwa boiska Orlik.
Miejscowość jest siedzibą rzymskokatolickiej parafii Trójcy Świętej. Parafia ma zabytkowy kościół drewniany pw. Świętej Trójcy z 1740 roku wpisany do rejestru zabytków NID (dec. A-346 z 31.12.1983). Obok stoi wybudowany w latach 1997–2002 nowy murowany kościół parafialny.

## Historia
W połowie XIX w. właścicielem wsi był Andrzej Kiwerski. W 1844 r. przebywał w Gończycach Oskar Kolberg.
10 marca 1946 na szosie Warszawa – Lublin w rejonie Gończyc oddział AK Mariana Bernaciaka stoczył potyczkę z oddziałem Armii Czerwonej, w której zginęło kilku żołnierzy sowieckich, a pluton polski stracił 1 zabitego i 1 rannego.

## Linki zewnętrzne

Zabytki Gończyc
Kościół św. Trójcy
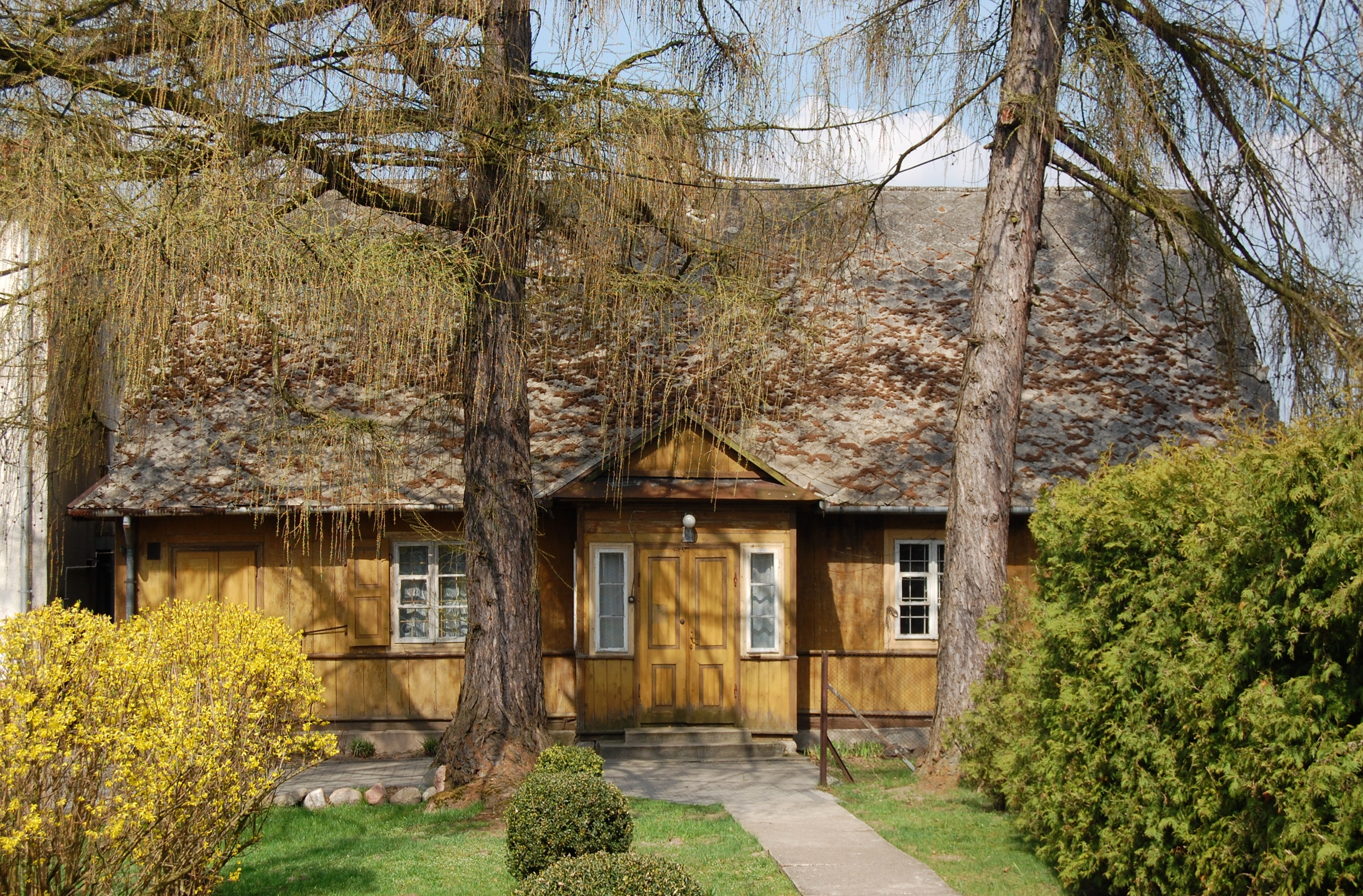
Stara plebania
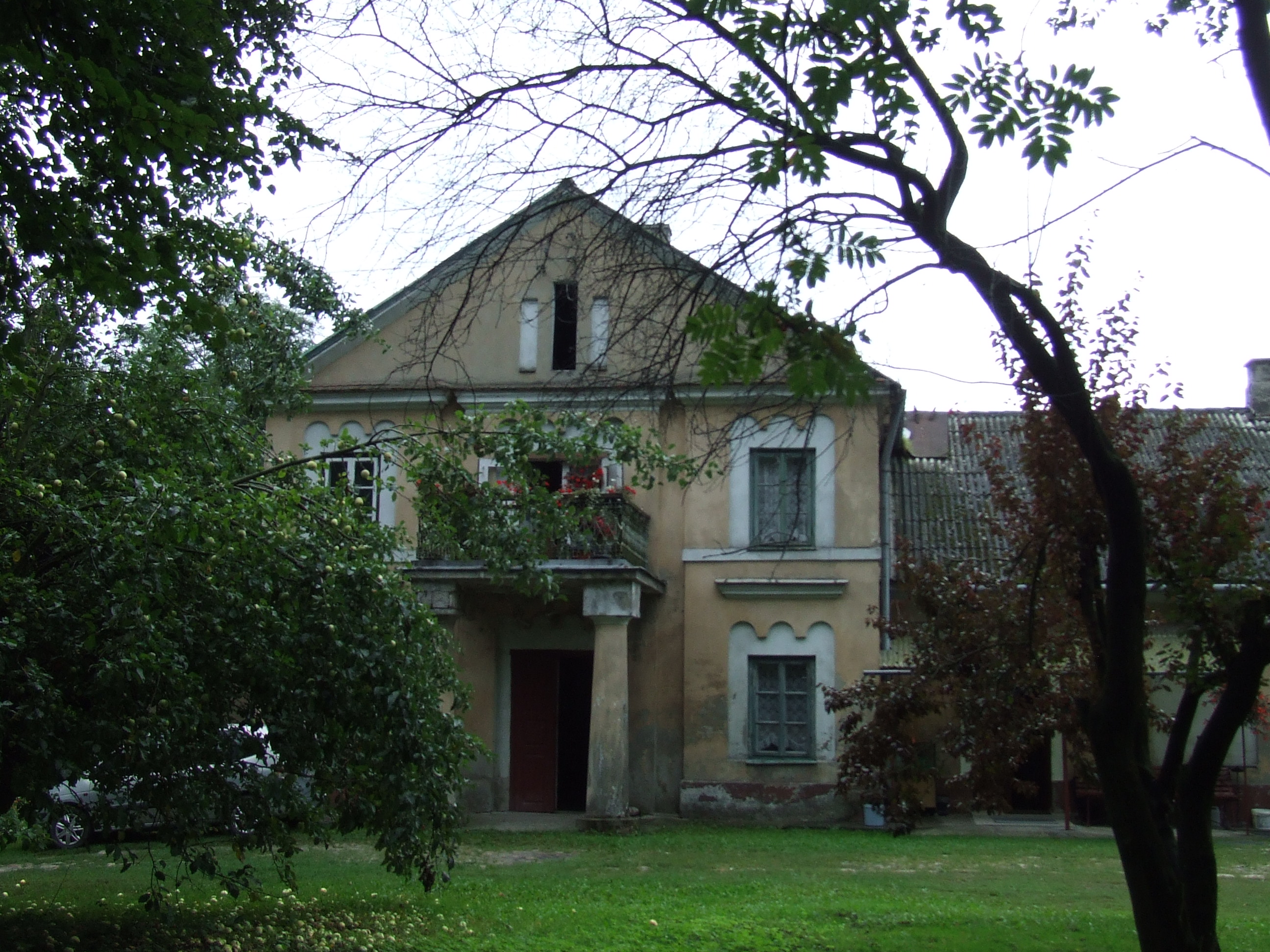
Dwór z poł XIX w.